# 陳健朗
陳健朗（英語：Kelvin Chan Kin Long，1990年11月8日—），為香港男演員及獨立電影導演，曾於香港電台的短劇、電影等演出，亦執導過多套獨立電影。2022年以電影《手捲煙》獲得第40屆香港電影金像獎最佳新晉導演。

## 背景
陳健朗畢業於聖若瑟英文小學及英華書院，2013年香港城市大學創意媒體學院畢業。畢業後被名導演陳果發掘入行，於電影《那夜凌晨，我坐上了旺角開往大埔的紅Van》飾演出白膠漿的角色。
他於演藝及執導上皆獲得過獎項，如曾於恒生銀行華人青年短片創作大賽（公開組）獲得最佳導演季軍，於2013第八屆台灣金甘蔗影展獲得最佳男主角等。
2014年，他為了演活於鮮浪潮參展的短片《I Can't Live Without A Dream》裡的癌症病人角色，於劇中剃頭演出，更一下子減走20磅。他亦憑這個角色，於日本舉行的第九屆札幌國際短片電影節奪得最佳男主角。
2018年，陳健朗憑《手捲煙》奪取第四屆「首部劇情電影計劃」，並奪得第40屆香港電影金像獎「新晉導演」。

## 演出

### 電影
| 年份   | 名稱                                      | 角色       | 備註 |
| ------ | ----------------------------------------- | ---------- | ---- |
| 2013年 | 《佳釀》                                  | 朗         |      |
| 2013年 | 《美濃七日》                              | 風         |      |
| 2014年 | 《那夜凌晨，我坐上了旺角開往大埔的紅van》 | 潮童白膠漿 |      |
| 2015年 | 《踏血尋梅》                              | 軍警       |      |
| 2015年 | 《迷城》                                  | 刑警雄     |      |
| 2017年 | 《毒。誡》                                | 少年陳華   |      |
| 2018年 | 《中英街1號》                             | 張永權     |      |
| 2018年 | 《過春天》                                | 七仔       |      |
| 2019年 | 《金都》                                  | 地產經紀   |      |
| 2021年 | 《喜歡妳是妳》                            | 朗         |      |
| 2023年 | 《1人婚禮》                               | Dickson    |      |

### 電視劇
| 年份   | 名稱                        | 角色         | 製作             |
| ------ | --------------------------- | ------------ | ---------------- |
| 2009年 | 《彩金88》                  | 何勝（少年） | 香港電台         |
| 2013年 | 《一念之間2》               | 學生會主席   | 香港電台         |
| 2013年 | 《看守員之死》              | 少年梁守望   | 香港電台         |
| 2014年 | 《做地產》                  | 俊仔         | 香港電台         |
| 2014年 | 《社企有道II - 奇幻少年》   | 啊喱         | 香港電台         |
| 2015年 | 《風雲天地》                | 小偷強       |                  |
| 2017年 | 《熱戀100天》               | Eric         | 奇妙電視         |
| 2018年 | 《那些年那些歌II-關淑怡篇》 |              | 香港電台         |
| 2018年 | 《VR驅魔人》                | 青年孝哥     | ViuTV            |
| 2018年 | 《守護神之保險調查》        | 國際刑警     | 邵氏兄弟及愛奇藝 |
| 2019年 | 《黑市》                    | 劉子進       | ViuTV            |
| 2019年 | 《理想國》                  | 陳樂         | ViuTV            |
| 2020年 | 《寂寞是幫兇》              | 波叔         | ViuTV            |
| 2020年 | 《歎息橋》                  | 青年李子勇   | ViuTV及優酷      |
| 2022年 | 《IT狗》                    | 紅磡喪彪     | ViuTV            |
| 2024年 | 《十七年命運週期》          | 陳迪加(超人) | ViuTV            |
| 2025年 | 《哪一天我們會紅》          | 自己         | ViuTV            |

### 主持
- 2017年《街角有樂》[4]
- 2019年《全日情侶診所》
- 2019年《第38屆香港電影金像獎》 （32位主持之一）

### MV
- 2018年：王灝兒《揮揮手》
- 2019年：陳健安《在錯誤的宇宙尋找愛》
- 2020年：吳嘉欣《All We Have Is Now》、陳奕迅《Shall We Talk (Tre Lune MMXIX)》
- 2021年：Dear Jane《人類不宜飛行》、陳凱詠《沒有無緣無故的恨》
- 2023年：COLLAR《Speak Love》

## 執導作品

### 獨立電影
- 《有你，才有愛》 導演
- 《百利冰室》 導演／編劇
- 《I cant live without a dream》 飾　陳柏橋
- 《啊信的故事》 飾 啊信
- 《美濃七日》 飾 風
- 《出租男子組》 導演／編劇
- 《1349》 導演／編劇

### 電影
- 2021《手捲煙》 導演／編劇 ，2020年第17屆香港亞洲電影節開幕電影。

### 劇集
- 2023《那年盛夏我們綻放如花》導演

### MV
- 2021 陳凱詠《沒有無緣無故的恨》導演
- 2022 陳奕迅《人啊人》導演
- 2024 Lokman@MIRROR《如果電話亭》導演

## 獎項紀錄
| 年份 | 頒獎典禮                             | 獎項         | 作品                             | 結果 |
| ---- | ------------------------------------ | ------------ | -------------------------------- | ---- |
| 2008 | 香港學校戲劇節                       | 優秀男主角   | /                                | 獲獎 |
| 2011 | 恆生銀行華人青年短片創作大賽(公開組) | 最佳導演     | 《有你，才有愛》                 | 季軍 |
| 2012 | 第七屆台灣金甘蔗影展                 | 會外評審大獎 | 《阿信》                         | 獲獎 |
| 2013 | 第八屆台灣金甘蔗影展                 | 最佳男主角   | 《美濃七日》                     | 獲獎 |
| 2014 | 第九屆札幌國際短片電影節             | 最佳男主角   | 《I Can't Live Without A Dream》 | 獲獎 |
| 2020 | 第57屆金馬獎                         | 最佳新導演   | 《手捲煙》                       | 提名 |
| 2021 | 義大利遠東電影節                     | 最佳新導演   | 《手捲煙》                       | 獲獎 |
| 2022 | 香港電影導演會2021年度獎項           | 最佳新晉導演 | 《手捲煙》                       | 獲獎 |
| 2022 | 第40屆香港電影金像獎                 | 新晉導演     | 《手捲煙》                       | 獲獎 |

## 外部連結
- 陳健朗在香港影庫上的簡介
- 陳健朗在豆瓣上的资料（简体中文）
- 陳健朗在时光网上的簡介（简体中文）
- 陳健朗在互联网电影资料库（IMDb）上的資料（英文）
- 陳健朗的Instagram帳戶
- 陳健朗的Facebook專頁